# Phyllium
Phyllium är ett släkte av insekter. Phyllium ingår i familjen Phylliidae.

## Dottertaxa tillPhyllium, i alfabetisk ordning[1]
- Phyllium asekiensis
- Phyllium athanysus
- Phyllium bilobatum
- Phyllium bioculatum
- Phyllium brevipenne
- Phyllium caudatum
- Phyllium celebicum
- Phyllium chitoniscoides
- Phyllium drunganum
- Phyllium elegans
- Phyllium ericoriai
- Phyllium exsectum
- Phyllium frondosum
- Phyllium gantungense
- Phyllium geryon
- Phyllium giganteum
- Phyllium groesseri
- Phyllium hausleithneri
- Phyllium jacobsoni
- Phyllium keyicum
- Phyllium mabantai
- Phyllium mamasaense
- Phyllium mindorense
- Phyllium monteithi
- Phyllium palawanense
- Phyllium parum
- Phyllium philippinicum
- Phyllium rarum
- Phyllium rayongii
- Phyllium schultzei
- Phyllium siccifolium
- Phyllium sinense
- Phyllium suzukii
- Phyllium tibetense
- Phyllium westwoodii
- Phyllium woodi
- Phyllium yunnanense
- Phyllium zomproi